# Accipiter novaehollandiae
L'astore grigio (Accipiter novaehollandiae (J. F. Gmelin, 1788)) è un uccello rapace della famiglia degli Accipitridi diffuso in Australia e Tasmania.

## Descrizione

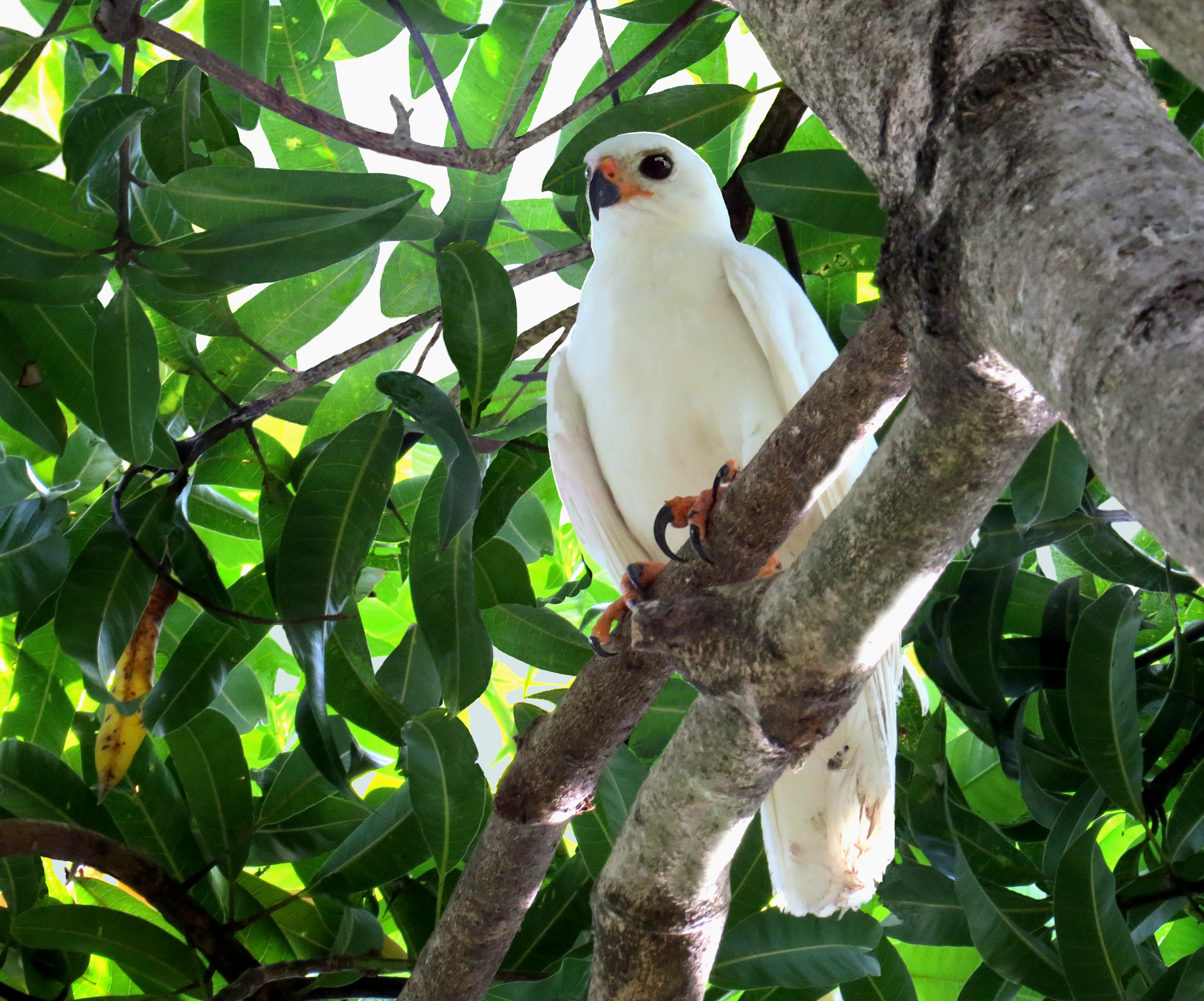
Esemplare di forma bianca.

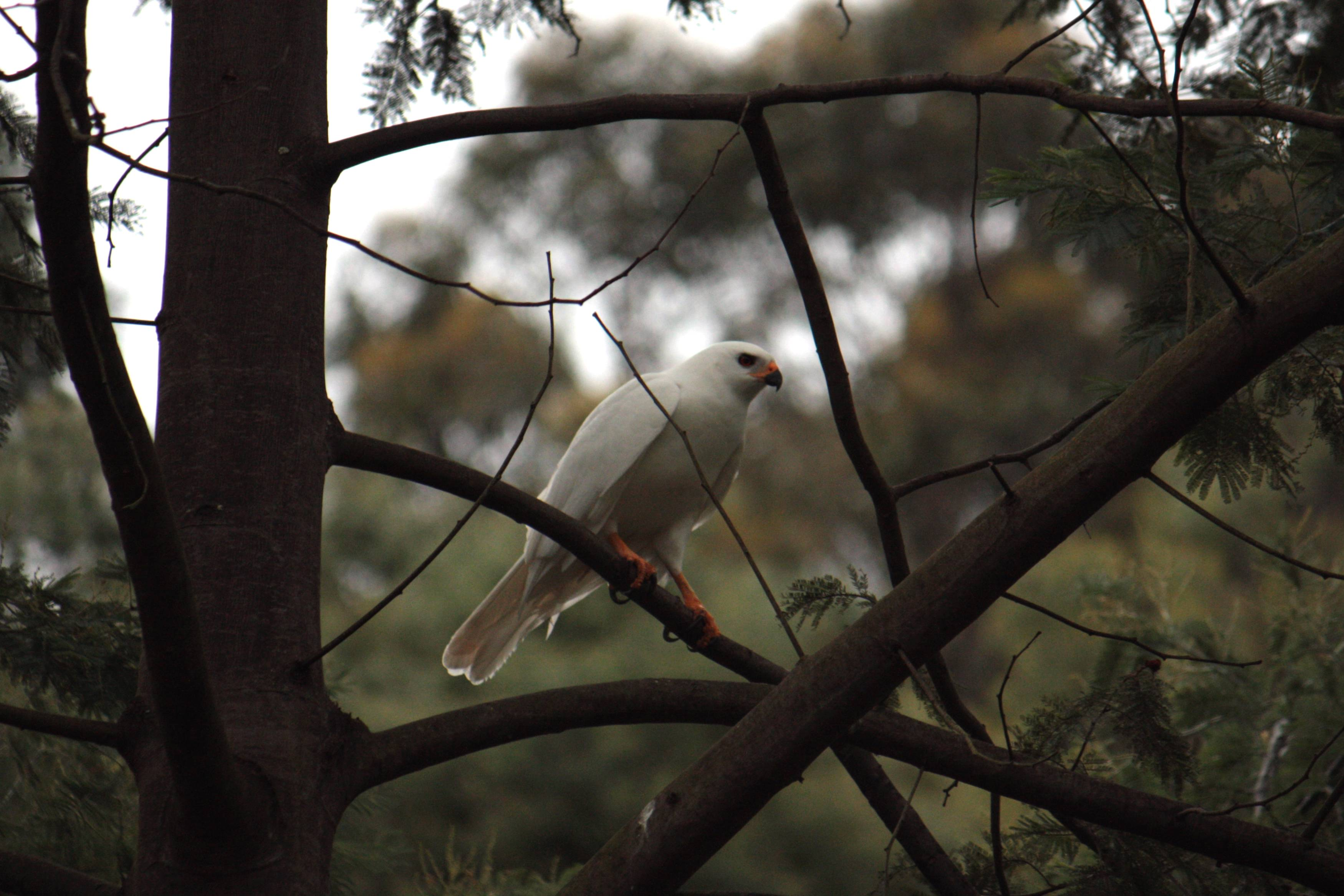
Esemplare di forma bianca.

### Dimensioni
Misura 44–55 cm di lunghezza, per un peso di 238-470 g nel maschio e di 530-990 g nella femmina; l'apertura alare è di 72–101 cm.

### Aspetto
Gli astori grigi sono grandi rapaci caratterizzati da sagoma tozza, becco spesso e zampe e dita possenti. La punta arrotondata delle corte ali copre a malapena la base della coda, squadrata all'estremità. È possibile osservare questi uccelli in due forme differenti: la forma grigia e la forma bianca. Negli adulti di forma grigia, la testa e le parti superiori variano dal grigio chiaro al grigio-ardesia. Le parti inferiori sono interamente bianche, fatta eccezione per una sottile barra grigia sul petto. Il lato superiore delle ali è grigio con sottili terminazioni scure a livello delle remiganti; quello inferiore è bianco. La coda è grigia sopra e bianca con una barra grigia sotto. Gli adulti di forma bianca sono interamente bianchi, fatta eccezione per le terminazioni delle primarie, che a volte sono sfumate di grigio. In entrambe le forme, l'iride è di colore rosso scuro e le zampe sono gialle, così come le dita. I giovani di forma grigia sono abbastanza simili agli adulti, ma sono leggermente sfumati di marrone sul collo e presentano barre più grossolane a forma di «V» sul petto. I giovani di forma bianca sono identici agli adulti, ma presentano tuttavia alcuni accenni di barre nere sulla zona pettorale. La forma bianca è praticamente egemone in Tasmania e predominante nel Victoria e nel nord-ovest dell'Australia. La forma grigia è più comune nel Queensland e nel Nuovo Galles del Sud. Entrambe le forme sono ugualmente rappresentate nel Territorio del Nord. Esemplari appartenenti a forme diverse si incrociano liberamente.

### Voce
Al di fuori della stagione riproduttiva, gli astori grigi sono generalmente silenziosi. Come gli altri rapaci del genere Accipiter, emettono ogni sorta di grida acute, sia lente che rapide, ma il loro grido più caratteristico è costituito da una serie di fischi dolci, sonori e ascendenti che possono essere trascritti nel modo seguente: kuwit kuwit o koooer kloooer. Essi sono prodotti al ritmo di uno al secondo. Il grido dell'astore grigio viene imitato dal drongo ornato (Dicrurus bracteatus).

## Biologia
Gli astori grigi vivono da soli e in coppia. Nel corso delle parate nuziali, volano effettuando dei cerchi in cielo a grande altezza. In questo caso, i loro battiti hanno una tale ampiezza che le ali sembrano toccarsi tra loro sia al di sopra che al di sotto del corpo. I maschi che volano al di sopra delle femmine hanno le dita distese e rivolte in avanti. Al di fuori della stagione di nidificazione, quando si spostano, gli astori grigi hanno un volo rapido, ma con battiti più deboli e più laboriosi di quelli degli astori australiani (Accipiter fasciatus).

### Alimentazione
Gli astori grigi cacciano principalmente uccelli, ma catturano anche mammiferi di piccola taglia, serpenti, lucertole, rane e grossi insetti. Occasionalmente si nutrono di carogne e granchi d'acqua dolce. Loro prede più frequenti sono piccioni, pappagalli, polli domestici e perfino giovani megapodi. Secondo quanto si è potuto vedere da alcune osservazioni effettuate in Tasmania, i maschi catturano specie di dimensioni più piccole, come i passeriformi insettivori, mentre le femmine sono in grado di catturare cracticidi del genere Strepera e persino aironi. Entrambi i sessi, comunque, danno la caccia ai conigli. Gli astori grigi cacciano probabilmente alla posta a partire da un posatoio ben nascosto. Non appena una vittima arriva a portata di mano, escono allo scoperto e si lasciano scivolare velocemente, afferrandola in volo. Questi uccelli sono anche in grado di catturare prede che si trovano a terra o tra il fogliame.

### Riproduzione
Nell'Australia sud-orientale, la stagione di nidificazione va da settembre a febbraio, mentre nel nord del paese va da maggio a novembre, protraendosi talvolta anche fino a dicembre. Il nido è di forma appiattita ed è costruito con pezzi di legno. Misura da 50 a 60 cm di larghezza e circa 35 cm di profondità. L'interno è rivestito con foglie verdi. È situato tra 9 e 35 metri al di sopra del suolo, su un ramo laterale o alla biforcazione principale di un grande eucalipto o un altro albero di grandi dimensioni. La covata comprende generalmente 3 uova, che vengono covate per un periodo compreso tra 31 e 34 giorni. La cova è compito quasi esclusivo della femmina, in quanto il maschio dà lei il cambio solo quando essa è costretta ad assentarsi per nutrirsi. I giovani astori lasciano il nido tra 30 e 42 giorni dopo la schiusa, ma devono attendere circa 5 settimane prima di essere totalmente indipendenti.

## Distribuzione e habitat
Nell'Australia orientale e sud-orientale, la specie nidifica esclusivamente nelle foreste umide di alberi ad alto fusto con un sottobosco lussureggiante, mentre nel nord preferisce nidificare in zone dove gli alberi sono più radi, nelle foreste rivierasche e nelle piccole gole dove viene praticato l'abbattimento degli alberi. In quest'ultima regione, gli astori grigi frequentano anche i margini delle formazioni a mangrovie. Nel sud della Tasmania, è più facile incontrarli nelle foreste costituite da piccoli alberi rachitici. Gli esemplari immaturi e quelli non nidificanti vivono talvolta in zone boschive più aperte o in habitat moderatamente colpiti dallo sfruttamento forestale. Occasionalmente, vagano alla periferia delle città. Gli astori grigi si incontrano dal livello del mare fino a 1500 metri di altitudine.
Gli astori grigi sono endemici del continente australiano. Il loro areale si estende lungo il litorale del Territorio del Nord e delle regioni orientali e sud-orientali del paese (Queensland, Nuovo Galles del Sud, Victoria). Si trovano anche nelle isole lungo la costa e nella Tasmania occidentale. Questi uccelli sono prevalentemente sedentari, ma gli esemplari giovani e quelli non nidificanti possono spingersi attorno al golfo di Carpentaria e nella Tasmania orientale.

## Conservazione
Secondo BirdLife International, la popolazione globale viene stimata tra 10.000 e 100.000 esemplari adulti, distribuiti su una superficie di oltre 2.500.000 chilometri quadrati. Gli effettivi sembrano essere in leggera diminuzione a causa della distruzione dell'habitat e della persecuzione da parte dell'uomo. La popolazione è distribuita in maniera piuttosto irregolare: raro nelle regioni meridionali e nord-occidentali del suo areale, questo uccello è numeroso in Tasmania e abbastanza comune altrove, anche se con una densità piuttosto bassa. Secondo la IUCN, la specie non sarebbe minacciata.